# Museo del Antiguo Oriente
El Museo del Antiguo Oriente es un museo en Estambul, y una de las tres sedes de los Museos Arqueológico de Estambul, ubicado frente al edificio principal del Museo de Arqueología. El museo está ubicado en el antiguo edificio de la Escuela Otomana de Bellas Artes (Sanâyi-i Nefîse Mektebi), mandado construir por Osman Hamdi Bey y diseñado por Alexandre Vallaury en 1883. El museo fue fundado en 1935 en su edificio actual, tras el traslado de la universidad en 1916.

## Colección

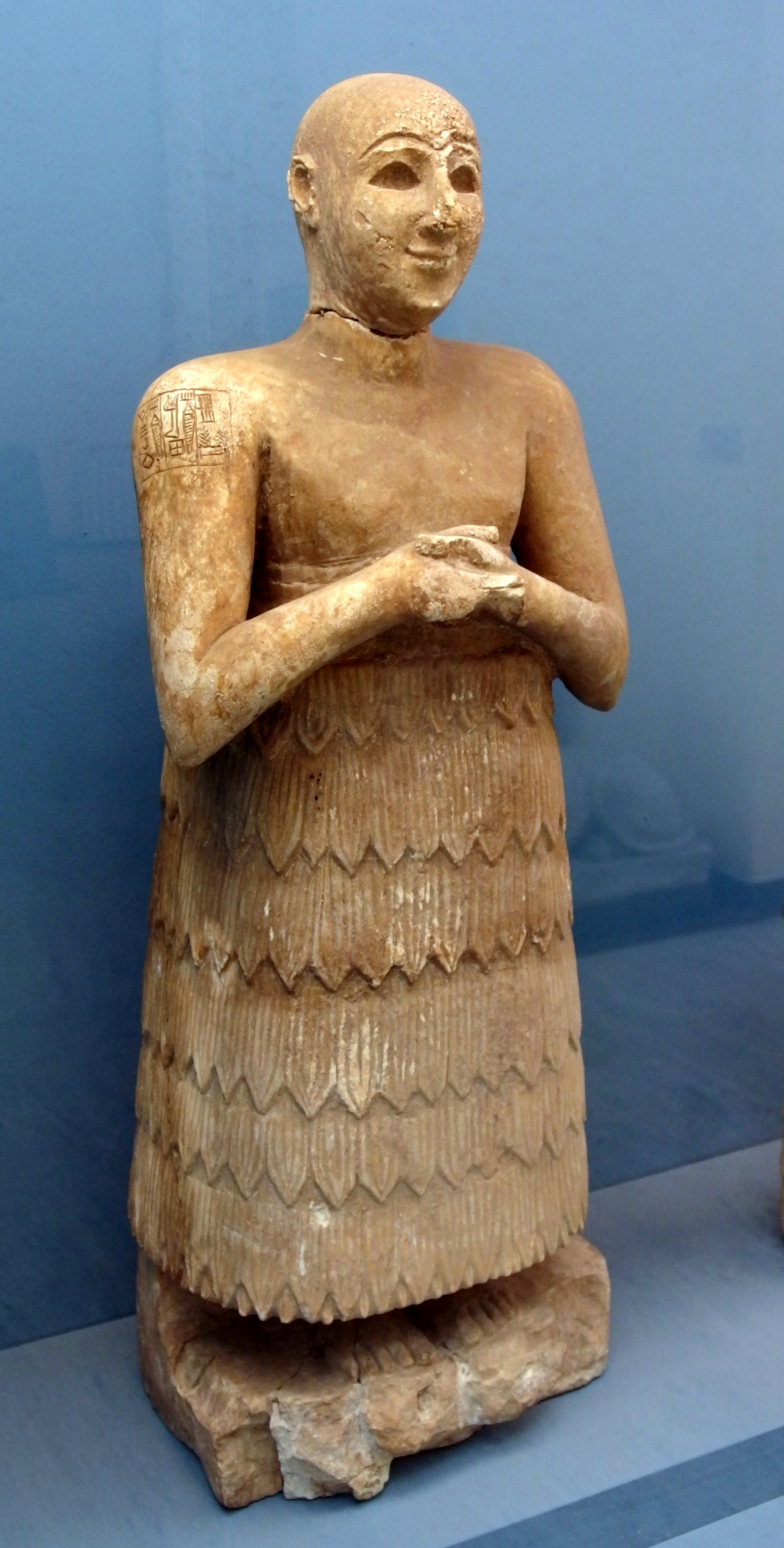
Estatua de Lugal-dalu
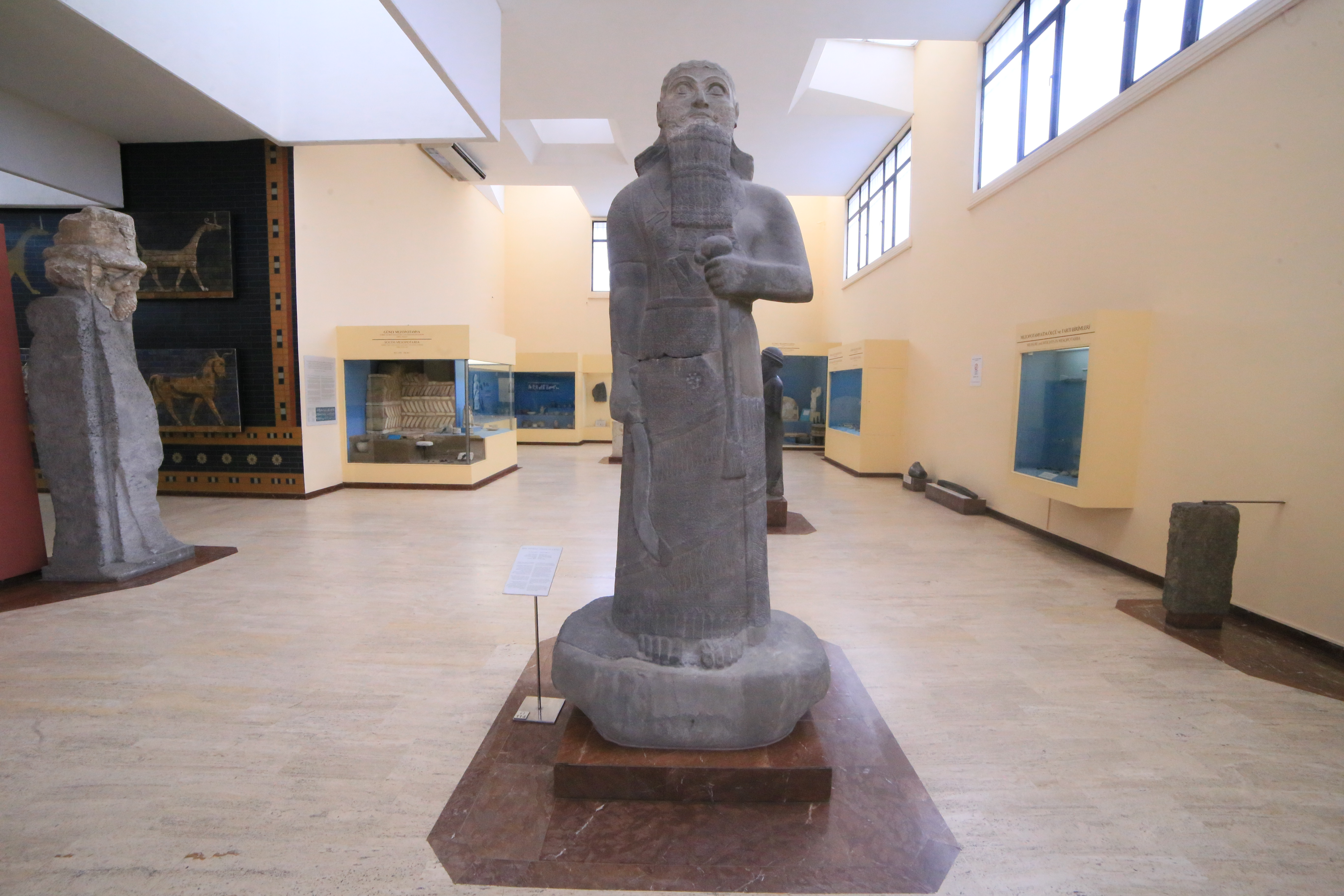
Estatua de Salman-esser III
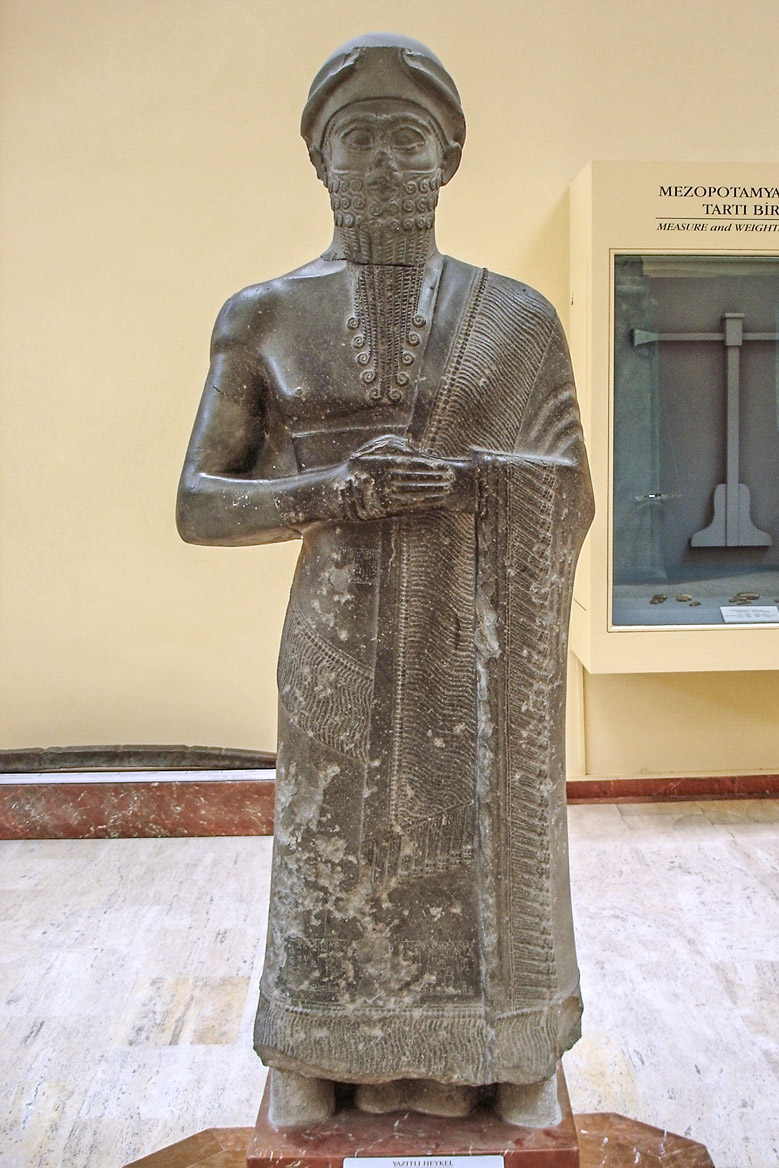
Estatua de Puzur-Ishtar
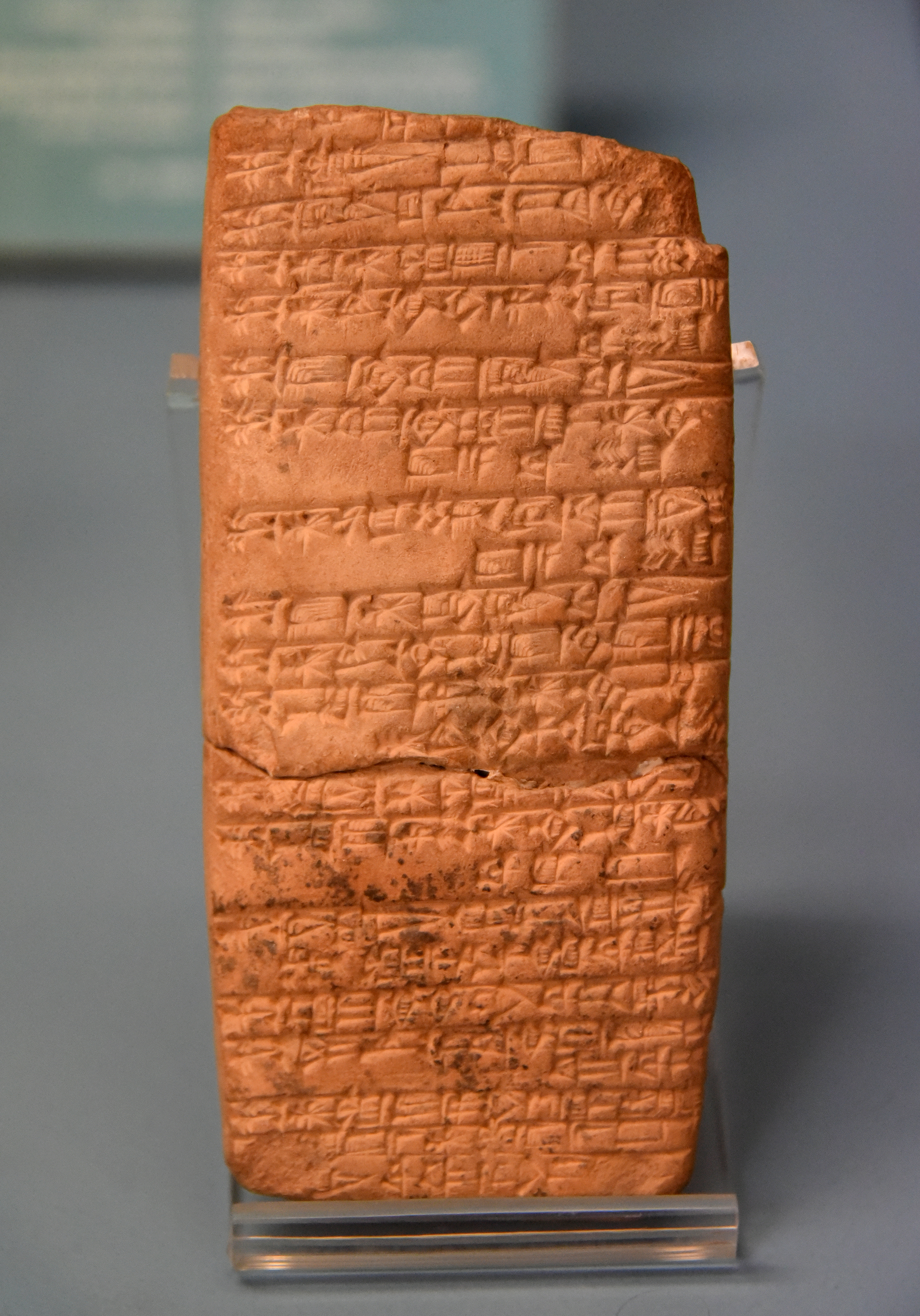
Nombres de los años de Shulgi.